# .gov
.gov (от английски: government) е домейн от първо ниво (TLD) използван от федералните и локалните правителствени органи на САЩ.
На всички правителства в САЩ им е било позволено да се кандидатства за делегации в ДЦК след май 2012 г.